# Miles von Plancy
Miles von Plancy († Herbst 1174 in Akkon), auch bekannt als Milon oder Milo, war ein französischer Ritter sowie Seneschall und Bailli des Königreichs Jerusalem.

## Leben
Er stammte aus Plancy in der Champagne und kam in den 1160er Jahren ins Heilige Land, wo er unter König Amalrich I. diente, mit dem er weitläufig verwandt war.
Amalrich machte ihn zum Seneschall von Jerusalem. 1167 nahm er an Amalrichs Ägypten-Feldzug teil, bei dem er Amalrich riet, lieber einen Vertrag mit den Ägyptern abzuschließen, statt es mit Gewalt zu erobern und zur Plünderung freizugeben. Nach Amalrich Rückkehr fiel Ägypten bald unter die Herrschaft Nur ad-Dins und seines Befehlshabers Schirkuh. 
1152 hatten die Tempelritter eine Festung in Gaza gebaut, um Angriffe aus Ägypten abzuwehren. Als die Stadt 1170 angegriffen wurde, verweigerte Miles den unbewaffneten Bewohnern der Stadt, in der Burg Schutz zu suchen, was für viele von ihnen den Tod bedeutete. 1173 heiratete er Stephanie von Milly, Tochter des Philipp von Milly und Witwe von Humfried III. von Toron. Er bekam die Burg Montreal und durch die Heirat die Herrschaft Oultrejordain.
1174 starb Amalrich und Miles agierte daraufhin als inoffizieller Regent für dessen Sohn und Nachfolger Balduin IV., der, obwohl an Lepra erkrankt, zum König gekrönt wurde. Der Chronist Wilhelm von Tyrus mochte ihn nicht, nannte ihn „einen Zänker und Verleumder, immer tätig, Unruhe zu stiften“. Miles beleidigte die anderen Barone des Reiches, insbesondere jene, die im Land geboren waren, indem er sich weigerte, sie in irgendeiner Art und Weise um Rat zu fragen. Graf Raimund III. von Tripolis kam nach Jerusalem und erhob Anspruch auf die Regentschaft als Balduins nächster männlicher Verwandter. Er wurde von den anderen im Land geborenen mächtigen Baronen unterstützt, darunter Humfried IV. von Toron, (Miles’ Stiefsohn, da er der Sohn Stephanies war), Balduin von Ibelin und Balian von Ibelin. Im Herbst 1174 wurde Miles in Akkon von Unbekannten ermordet, einen direkten Beweis zu Raimunds Verwicklung in die Tat gibt es nicht. Wilhelm von Tyrus hörte Gerüchte, dass der Grund für den Mord Miles’ unbeugsame Loyalität zu Balduin IV. sei, aber auch, dass er plante, mit Hilfe seiner französischen Verwandten die Krone selbst zu tragen.
Innerhalb weniger Tage machte der Haute Cour Raimund offiziell zum Regenten. Stephanie heiratete 1176 mit Rainald von Chatillon einen weiteren Zugereisten.